# Schloss Caserta
Das Schloss Caserta (italienisch Reggia di Caserta) im italienischen Caserta, etwa 40 Kilometer nördlich von Neapel, ist eines der größten Schlösser Europas. Die Barockanlage wurde als Residenz der Bourbonen für deren Herrschaft über die Königreiche Neapel und Sizilien errichtet. Der Bau begann 1751 unter Karl VII. nach den Plänen Luigi Vanvitellis und wurde unter Karls Sohn Ferdinand im Wesentlichen vollendet.
Das Schloss, das regelmäßig um vier Innenhöfe gruppiert ist, gehört mit 1217 Zimmern zu den größten Barockbauwerken Europas. Die Fassade ist zur – nur in Grundzügen ausgeführten – Planstadt ausgerichtet. Durch die mittlere Achse ergibt sich ein Blick auf den 3 km langen Barockgarten, der in einen Bergpark übergeht.
Seit Dezember 1997 gehört Schloss Caserta zum UNESCO-Welterbe.

## Geschichte

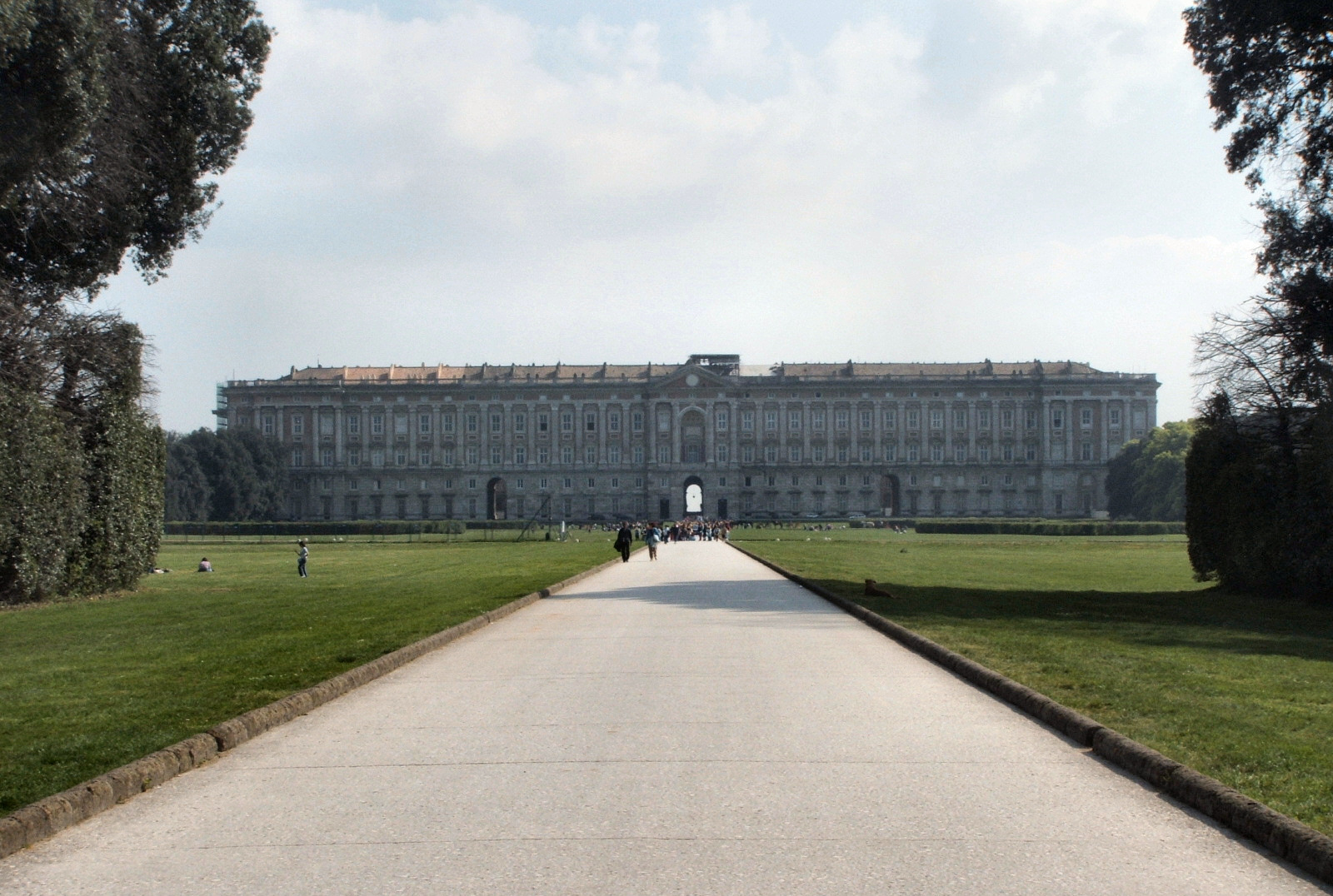
Die Nordfassade des Schlosses

Infolge des Wiener Präliminarfriedens von 1735 wurde der spanische Königssohn Karl König von Neapel und Sizilien. Als Karl VII. von Neapel war er der erste Herrscher seit 230 Jahren, der seine Residenz in das ihm zugekommene Reich verlegte und es nicht aus der Ferne seines Stammlandes regierte.

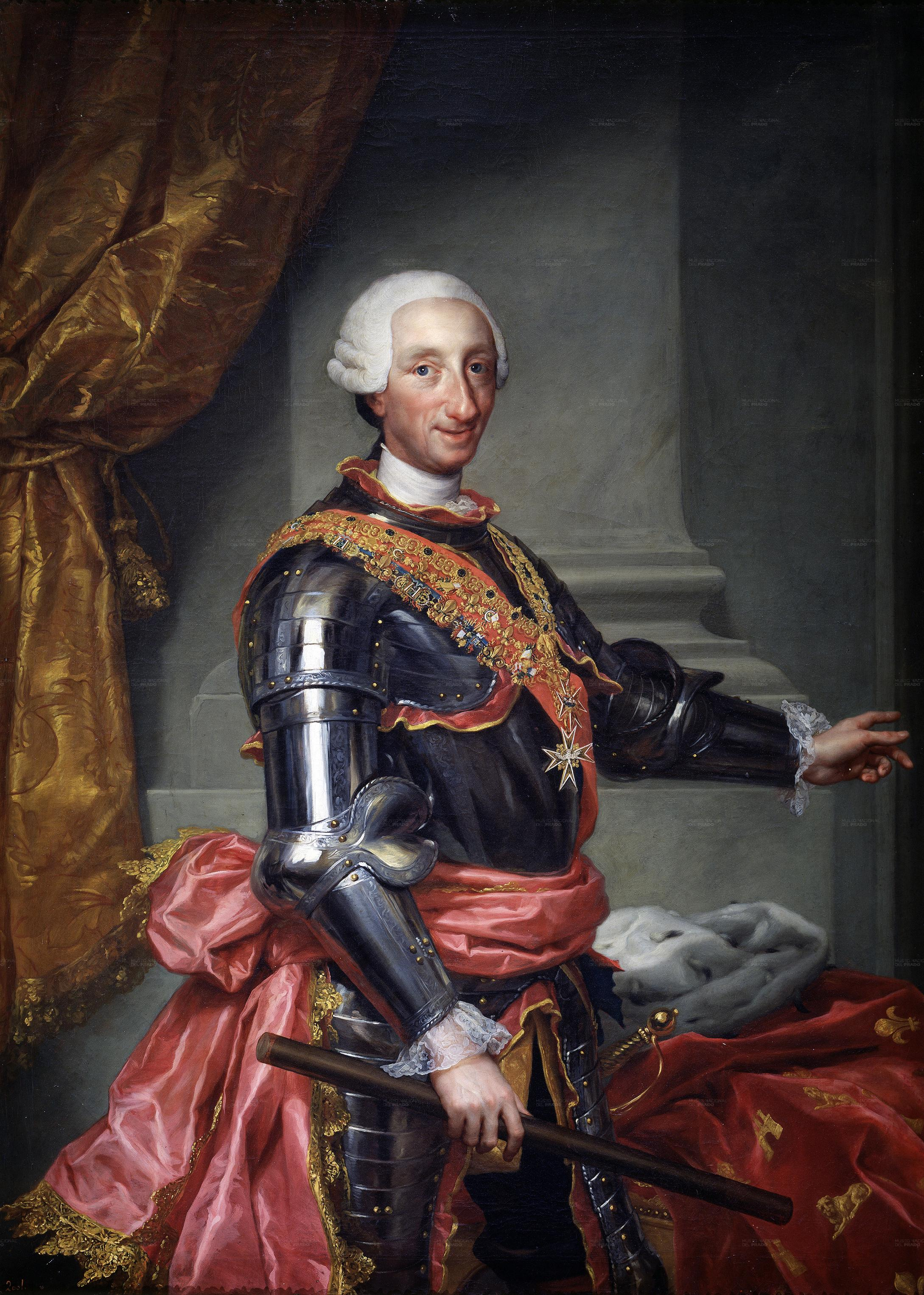
Der erste Bauherr, Karl VII.

Unter Karl VII. begannen sich die Künste in Neapel zu entwickeln, doch die Stadt erschien ihm als Hauptstadt nicht repräsentativ genug. Der Palazzo Reale in Neapel, bislang Residenz der Vizekönige, liegt inmitten der lauten, quirligen Altstadt. Vielen Fürsten des Absolutismus gleich, wünschte Karl sich eine elegante und großzügig angelegte barocke Planstadt als neuen Regierungssitz, die nach dem Beispiel von Versailles Mittelpunkt von Politik, Gesellschaft und Kultur werden sollte. Die Fläche für die neue Residenzstadt wurde nördlich von Neapel in der heutigen Provinz Caserta gefunden: Karl erwarb dort 1750 für den Preis von 489.343 Dukaten vom Grafen Michelangelo Caetani di Sermoneta einen entsprechend großen Grundbesitz für sein Bauvorhaben. Es könnte jedoch auch möglich sein, dass der Besitz aufgrund eines durch Gaetani begangenen „Vergehens gegen die Bourbonen“ beschlagnahmt wurde. Die alte Villa war bereits zu Anfang des 18. Jahrhunderts völlig verfallen. Als Architekt wurde Luigi Vanvitelli, ein Schüler Filippo Juvarras, verpflichtet, der zu jener Zeit eigentlich in Diensten des Papstes in Loreto mit der Restaurierung der dortigen Basilika beschäftigt war. Nachdem Vanvitelli seinen endgültigen Entwurf am 22. November 1751 vorgestellt hatte, begann Karl VII. den Bau seiner neuen Residenz noch im selben Jahr. Zur festlichen Grundsteinlegung am 20. Januar 1752, dem Geburtstag des Monarchen, bezogen zwei Regimenter und mehrere Schwadronen von Reitern Aufstellung in Form des Grundrisses des neuen Schlosses.
Vanvitelli wurde beim Bau des Schlossgebäudes durch Marcello Fronton unterstützt. Francesco Collecini zeichnete für die Realisierung eines großen Aquädukts für die Wasserversorgung verantwortlich, während Martin Biancour als Obergärtner für die ab 1753 angelegten, weitläufigen Garten- und Parkanlagen fungierte. Die Hauptarbeiten waren etwa 20 Jahre nach der Grundsteinlegung beendet und schlugen mit 8.711.000 Dukaten zu Buche. Nachfolger Vanvitellis nach dessen Tod am 1. März 1773 wurde sein Sohn Carlo. Bis zur völligen Fertigstellung des Schlosses sollten fast 100 Jahre vergehen. Karl VII. besuchte die riesige Anlage nur selten. Schon bald nach Beginn der Bauarbeiten erbte Karl 1759 die spanische Krone und wurde als Karl III. König von Spanien. Da vertraglich geregelt war, dass er nicht beide Königreiche in Personalunion regieren durfte, ging er zurück in die Heimat und überließ die Großbaustelle seinem Sohn Ferdinand, der das Werk seines Vaters fortsetzte. Die ursprünglich geplante neue Residenzstadt entstand aber nur in wenigen Rudimenten.
Goethe besuchte im März 1787 Schloss Caserta sowie den Hofmaler Jakob Philipp Hackert, der in der restaurierten alten Gaetani-Villa wohnte. In seinem Buch Italienische Reise lobte er die Lage und die Gärten, während er über die Residenz selbst schrieb: „Das Schloss, wahrhaft königlich, schien mir nicht genug belebt, und unsereinem können die ungeheuern leeren Räume nicht behaglich vorkommen. Der König mag ein ähnliches Gefühl haben, denn es ist im Gebirge für eine Anlage gesorgt, die, enger an den Menschen sich anschließend, zur Jagd- und Lebenslust geeignet ist.“ Gemeint ist das im Wildpark gelegene, 1779 erbaute Lustschloss Belvedere di San Leucio, wo Ferdinand I. mit seiner Familie meist zurückgezogen lebte.
Im Zweiten Weltkrieg wurde am 29. April 1945 auf Schloss Caserta die Kapitulation der deutschen Streitkräfte in Italien unterzeichnet.

## Beschreibung

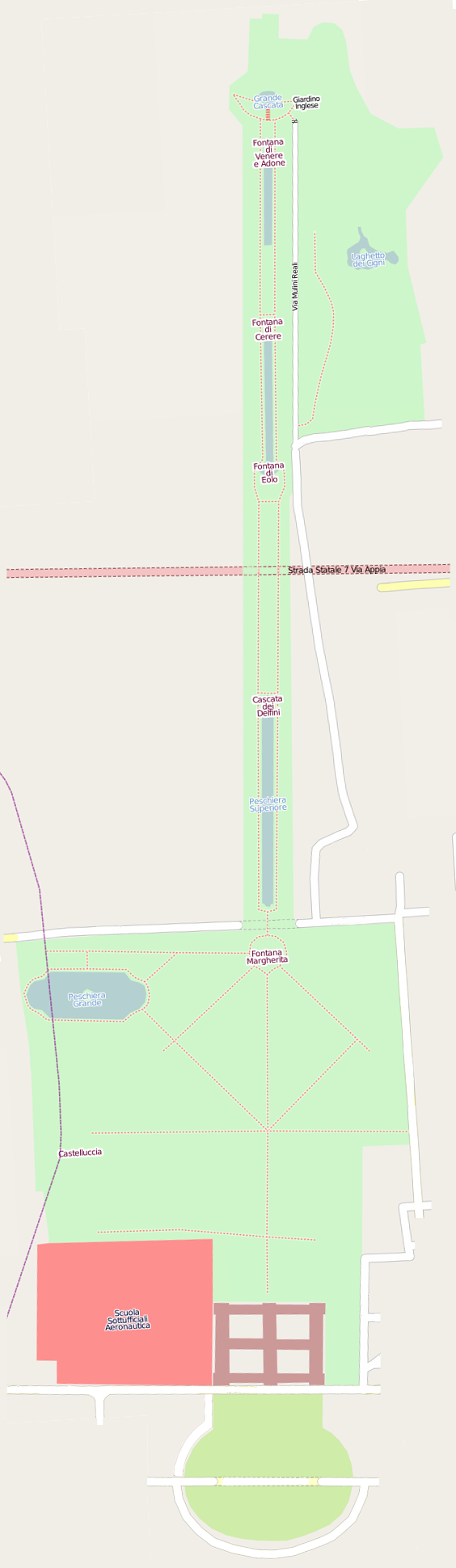
Das Schlossgelände

### Schlossgebäude
Für den Bau des Schlosses ließ sich Karl VII. durch das Schloss Versailles, aber auch durch das Schloss La Granja in seiner Heimat Spanien inspirieren. Das Versailler Schloss diente damals als unbedingtes Vorbild für Schlösser in ganz Europa und fand sich in den mächtigen, gleichförmig strukturierten Fassaden von Caserta wieder, während die Anklänge an La Granja – vor allem in den Gärten – den König an seine Heimat erinnern sollten. Karl selbst machte dem Architekten Vorschläge für das Bauvorhaben, doch Vanvitelli berücksichtigte diese nicht in seinen Entwürfen.
Vanvitelli entwarf einen riesenhaften Bau von rechteckigem Grundriss mit Seitenlängen von 247 und 184 Metern, und einer Höhe von 38 Metern. Er wird kreuzförmig von zwei inneren Flügeln durchbrochen und gibt dem Schloss damit vier große Innenhöfe. Einige seiner Mauern sind über 5,5 Meter dick.
Im Inneren des Schlosses gibt es mehr als 1200 Räume, und die Fassaden sind von 1970 Fenstern durchbrochen. Die Stadt- und die Gartenseite des Schlosses wurden mit Portalen in der Form von Triumphbögen betont. Der Stadtseite wurde ein ovaler Platz vorgelagert, der von niedrigen Seitengebäuden gerahmt werden sollte. Diese Flügel wurden aus Kostengründen jedoch nur in halber Länge erbaut. Ebenfalls aus Kostengründen wich man vom ursprünglichen Plan ab, die Eckrisalite mit turmartigen Aufbauten hervorzuheben und über dem kreuzförmigen Mittelbau eine Kuppel zu errichten.

### Innenräume

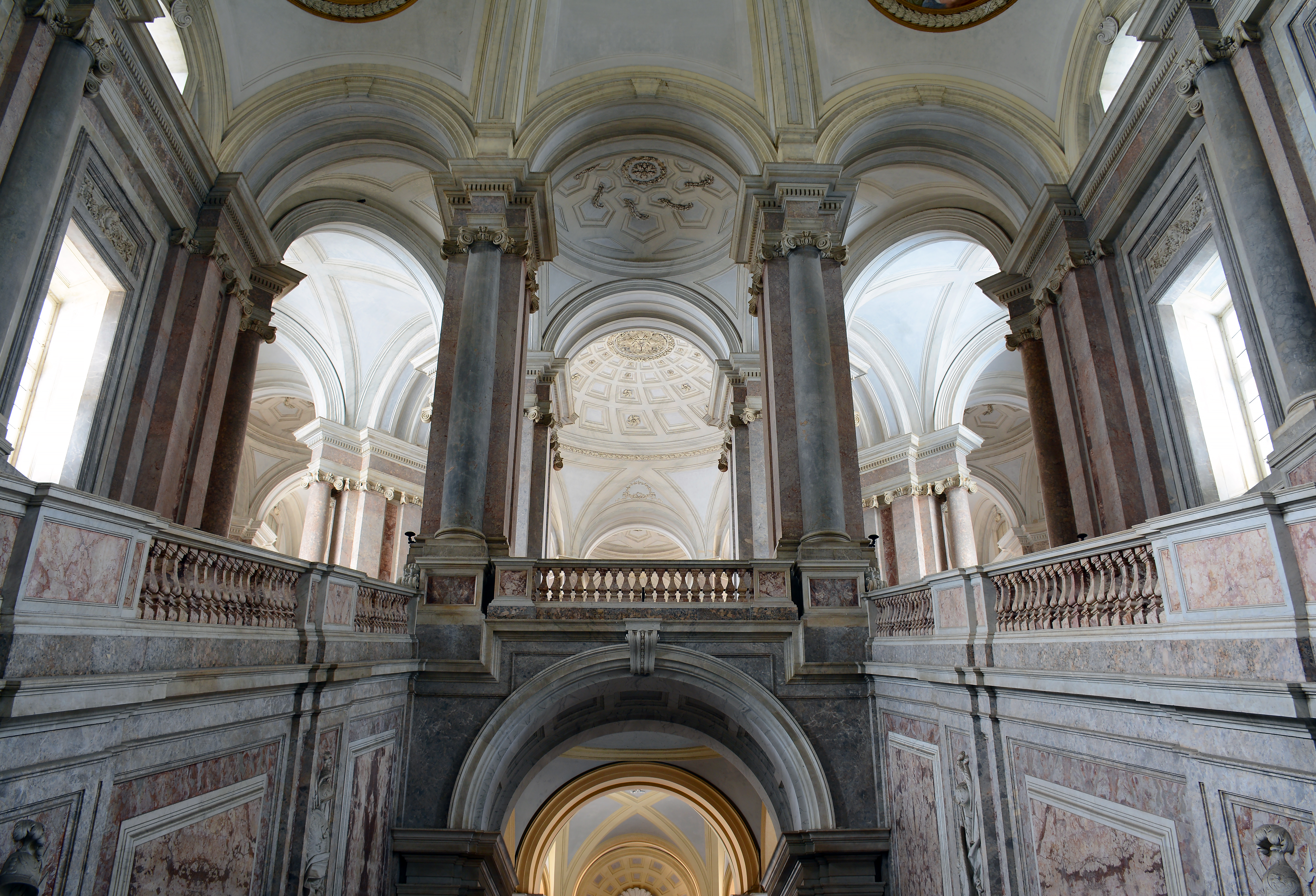
Blick durch das Treppenhaus

Die Raumaufteilung sowie -ausstattung wurde im Laufe der letzten zwei Jahrhunderte mehrmals verändert, doch sind noch heute viele Möbel aus der Erbauungszeit erhalten und dort ausgestellt. Die Zimmer spiegeln deshalb sehr gut den Geschmack der jeweiligen Epoche, in der sie gestaltet wurden, wider. In den Schlossräumen sind heute unter anderem das Museo Vanvitelliano, das die Geschichte des Schlosses durch Zeichnungen, Modelle und Skizzen des Architekten dokumentiert, und die Pinakothek mit einer bedeutenden Sammlung von Bourbonenporträts untergebracht.
Durch das untere, achteckige Vestibül mit 20 dorischen Säulen gelangt man in das große Treppenhaus mit einer monumentalen, 18,50 Meter breiten Prunktreppe aus Marmor. Der gewaltige Raum ist eines der größten Treppenhäuser des Barocks und leitet über in das obere, ebenfalls achteckige, Vestibül mit 24 ionischen Säulen. Von dort sind die Schlosskapelle und die Paradezimmer zu erreichen.

#### Schlosskapelle
Die Kapelle hat große Ähnlichkeit mit der Versailler Schlosskapelle. Sie besitzt einen rechteckigen, 36,5 mal 11,7 Meter messenden Grundriss und ein Tonnengewölbe. Das Gemälde über dem Altar stammt von Giuseppe Bonito. Vor dem Zweiten Weltkrieg waren dort sieben weitere Gemälde zu sehen, doch diese wurden durch Bombenangriffe zerstört.

#### Königliche Appartements
Um die königlichen Appartements betreten zu können, muss der Besucher zuerst drei große, hintereinander gelegene Säle durchqueren. Der erste Saal der Hellebardiere misst 22,5 mal 14,25 Meter und besitzt ein Deckenfresko von Tommaso Bucciano. Ihm schließt sich der Saal der Leibgarde mit seinem durch Stuckaturen und Arabesken verzierten Deckengewölbe an. Dahinter befindet sich der Saal des Alexander, dessen wertvolle Marmorverkleidung teilweise aus dem Serapistempel von Pozzuoli stammt.
Altes Appartement

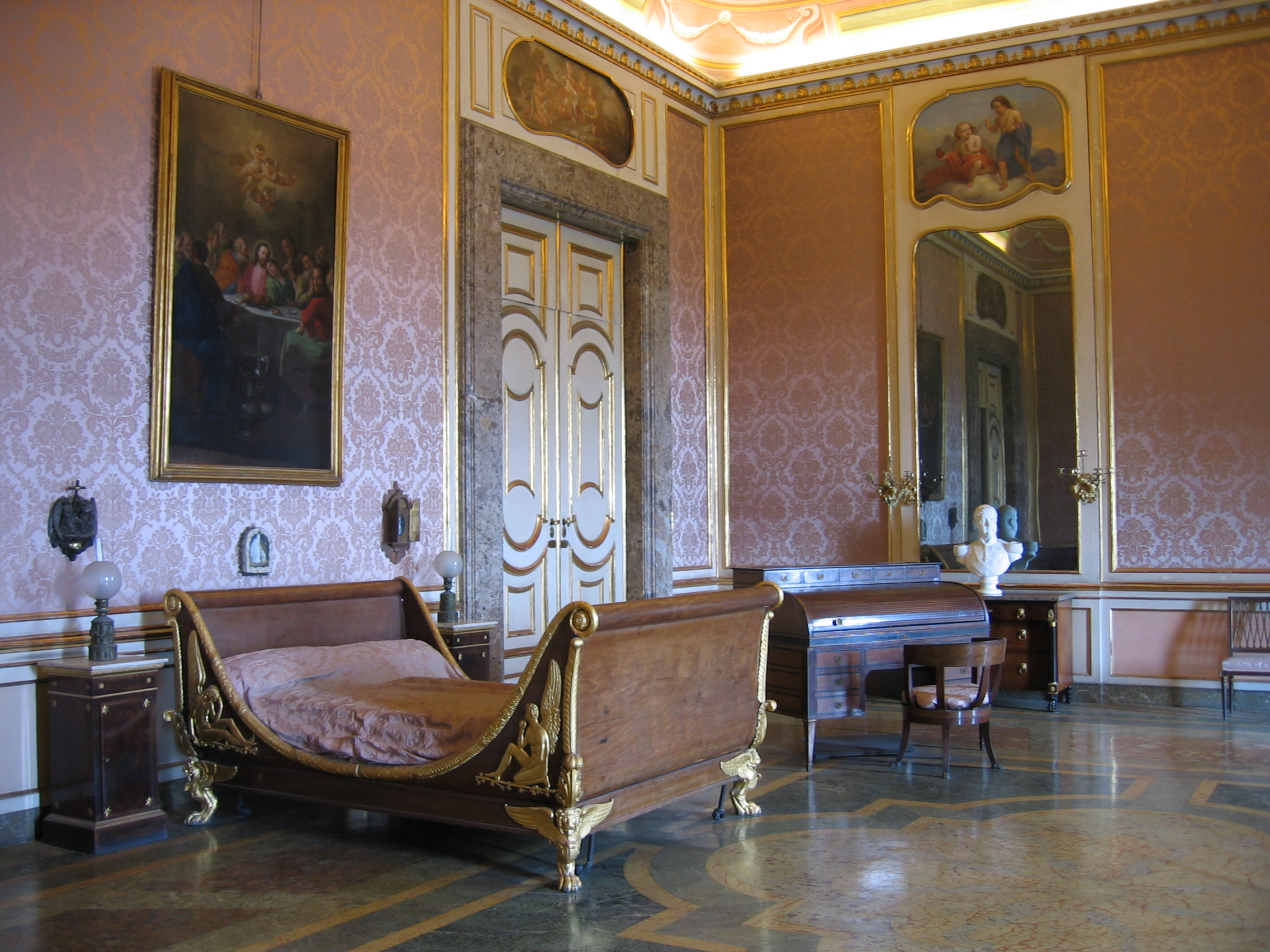
Das Schlafzimmer Ferdinands II.

Vom Saal des Alexander aus geht es linker Hand in das Alte Appartement, das seinen Namen dem Umstand verdankt, dass es als erstes bewohnt war. Zu der elf Zimmer umfassenden Raumabfolge gehören unter anderem ein orientalisch gestaltetes Studierzimmer, das Arbeitszimmer der Königin mit einem dazugehörigen, luxuriös ausgestatteten Badezimmer sowie das Schlafzimmer Ferdinands II., in dem dieser 1859 starb.
Zum Alten Appartement gehört auch die von Ferdinands Ehefrau Maria Karolina angelegte Bibliothek. Sie umfasst über 12.000 Bücher, die in drei Räumen aufbewahrt werden. Um sie zu betreten, müssen zuvor zwei prachtvoll geschmückte Lesesäle durchquert werden.
Der Bibliothek schließt sich die Pinakothek an. In ihren zehn Räumen werden Werke italienischer und holländischer Künstler des 18. Jahrhunderts gezeigt. Darüber hinaus wird dort eine ikonografisch wichtige Gemäldesammlung mit Werken zur bourbonischen Dynastie aufbewahrt.
Neues Appartement

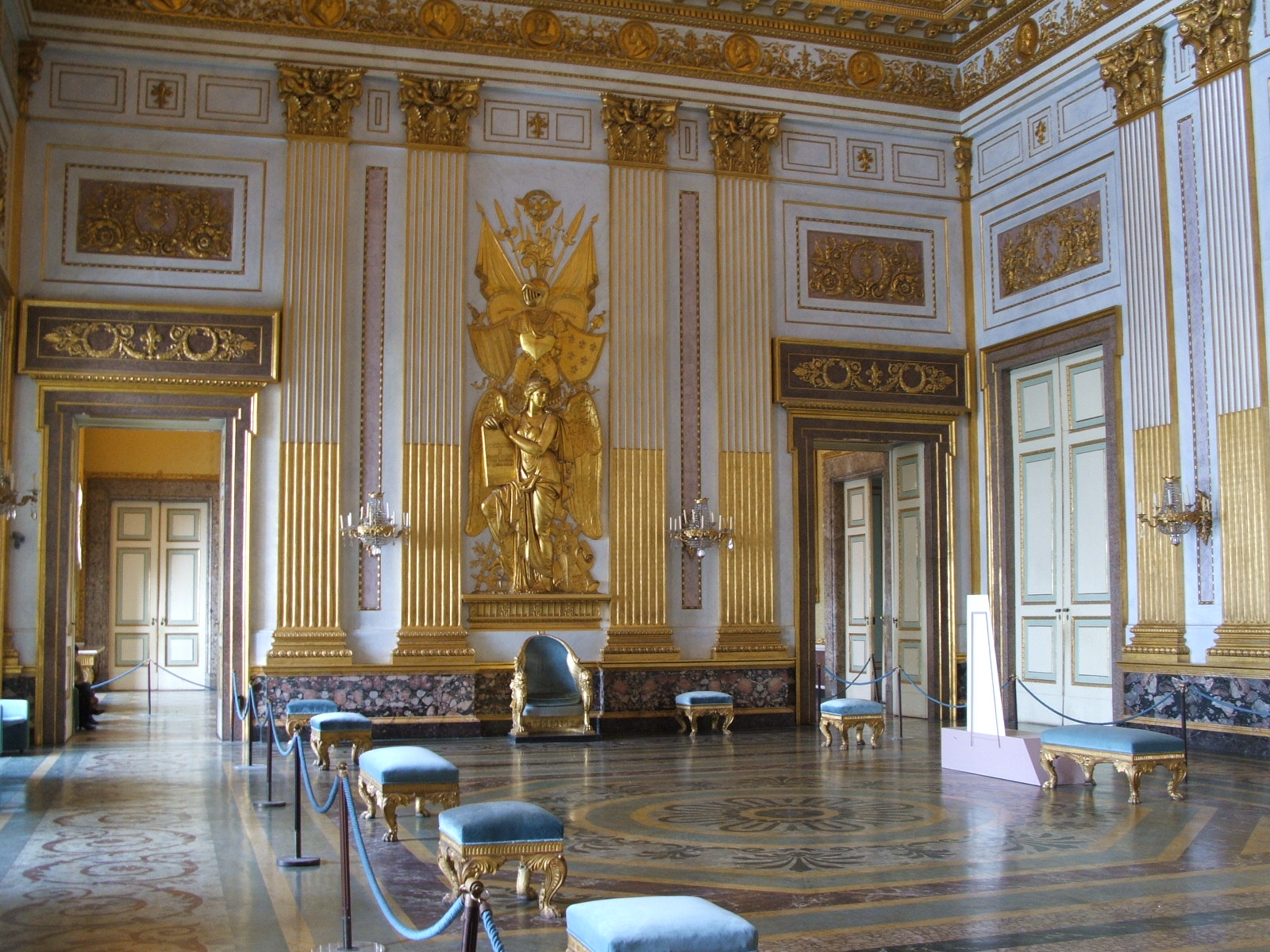
Der Thronsaal

Durch eine Tür in der Westwand des Saals des Alexander können die 13 Räume des Neuen Appartements erreicht werden. Es wird so bezeichnet, weil es nach gut 38 Jahren Bautätigkeit im Jahr 1845 als letzte Partie des Schlosses fertiggestellt wurde. Es beherbergt neben drei Zeremoniensälen auch die privaten Gemächer des Königs.
Der 16,55 mal 12,20 Meter messende Saal des Mars ist im Stil des Empire gestaltet. Seinen Namen erhielt er von den vielen Darstellungen des Mars in den Wandreliefs. Im Enfilade-System folgt anschließend der Saal der Astraea mit einem Fußboden aus verschiedenen Marmorarten. Von dort betritt der Besucher den Thronsaal. Der 36 mal 13,50 Meter messende Raum ist mit zahlreichen Goldverzierungen und den Porträts einiger Könige von Neapel geschmückt. Sein Deckenfresko von Gennaro Maldarelli zeigt Karl III. bei der Grundsteinlegung des Schlosses.
Zu den sich dem Thronsaal anschließenden Privaträumen des Königs zählen unter anderem der Ratssaal, das Schlafzimmer des Königs mit dazugehörigem großen Badezimmer, das Schlafzimmer Joachim Murats mit einer Möblierung im Empire-Stil und der private Betsaal des Königs.

### Park- und Gartenanlagen
Gleichzeitig mit dem Schloss wurde der riesige, gut 100 Hektar große Schlosspark begonnen. Abweichend vom Vorbild Versailles wünschte Karl VII. einen Garten, der ihn an seine Heimat Spanien erinnern sollte, und so wurde der Berghang in Caserta großflächig in den Park integriert, wie Karl es in kleinerem Maßstab vom Schloss in La Granja kannte. Der Barockgarten wurde als Bergpark konzipiert und besitzt eine mittige Sichtachse von drei Kilometern Länge, die von der nördlichen Gartenseite des Schlosses auf den Hang führt. Sie wurde mit Wasserbassins, Brunnen und Kaskaden ausgestattet. Gerade die zahlreichen Wasserfälle und Kaskaden hatten jedoch nicht nur einen ästhetischen Zweck, sondern dienten auch dazu, die Neigung des Bodens auszugleichen.
Zu den zahlreichen Brunnenanlagen des Parks gehören der schlichte, von Büsten umstandene Margheritabrunnen und der Brunnen der Delphine am nördlichen Ende eines 47,5 mal 27 Meter messenden Fischteichs, der auch Wasserfall der Delphine genannt wird. Seinen Namen erhielt der 1776 bis 1779 unter Carlo Vanvitelli erbaute Brunnen wegen drei großer, auf Felsen errichteter Delphinstatuen, aus deren Mäuler Wasserstrahlen strömen, die den angrenzenden Fischteich speisen. Weitere Brunnen sind der Äolusbrunnen, von dessen ursprünglich 54 Statuen nur noch 23 erhalten sind, sowie der 322 mal 17 Meter messende große Ceresbrunnen mit sieben kleinen Wasserfällen und einer großen Ceres-Statue in seiner Mitte, die von Nymphen, Drachen, Delphinen, Nereiden und Tritonen umgeben ist. Nördlich davon liegt der Venusbrunnen mit 12 kleinen Wasserfällen. Der Name resultiert aus einer Marmorgruppe, welche die von Nymphen, Hunden, Knabengestalten und Amoretten umgebene Statue der Venus darstellt, wie sie versucht, Adonis von der Jagd abzubringen. Die entlang der Sichtachse angeordneten Brunnen finden im Diana-und-Aktäon-Brunnen mit einem großen Wasserfall ihren Höhepunkt. 14 Statuen von Jägerinnen und Jägern flankieren seine Seiten. In der Mitte des Brunnens befinden sich zwei Marmorstatuen, die gemeinsam die Diana-und-Aktäon-Gruppe von Paolo Persico, Pietro Solari und Angelo Brunelli bilden: Der Jäger Aktäon, der die Diana beim Bade überrascht hat und daraufhin von ihr in einen Hirsch verwandelt wurde, wird nun von seinen eigenen Jagdhunden zerfleischt.

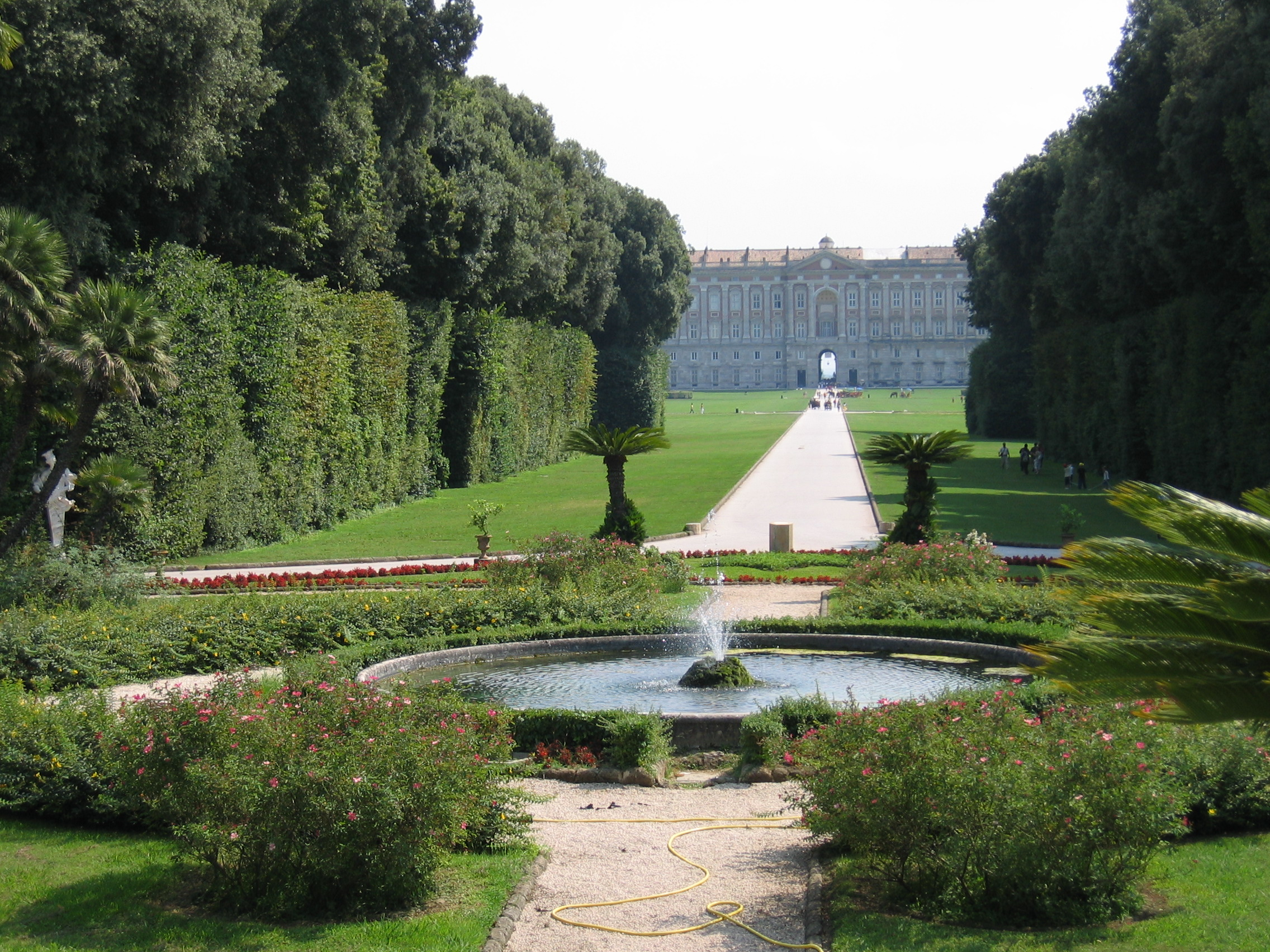
Margheritabrunnen
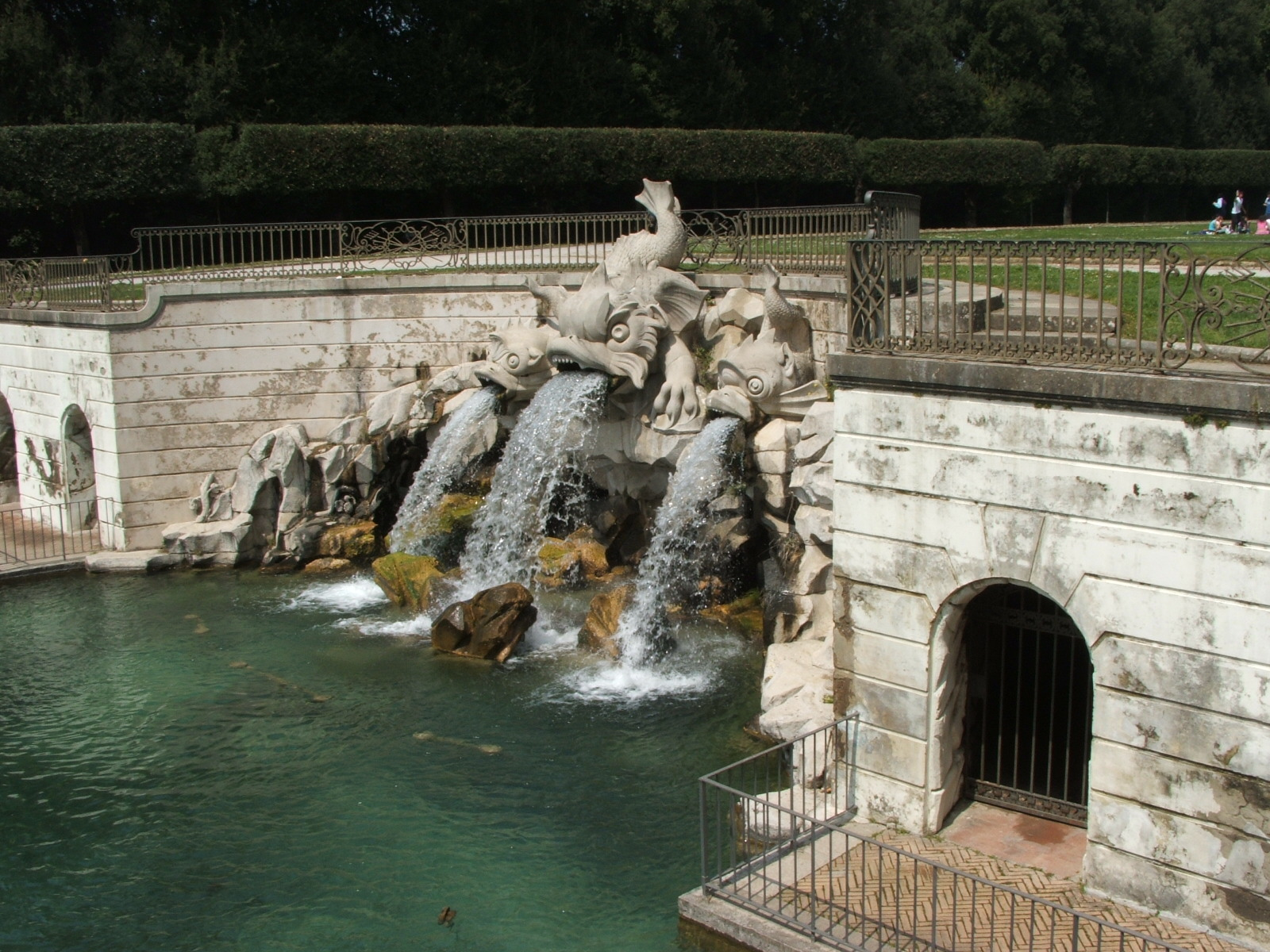
Brunnen der Delphine
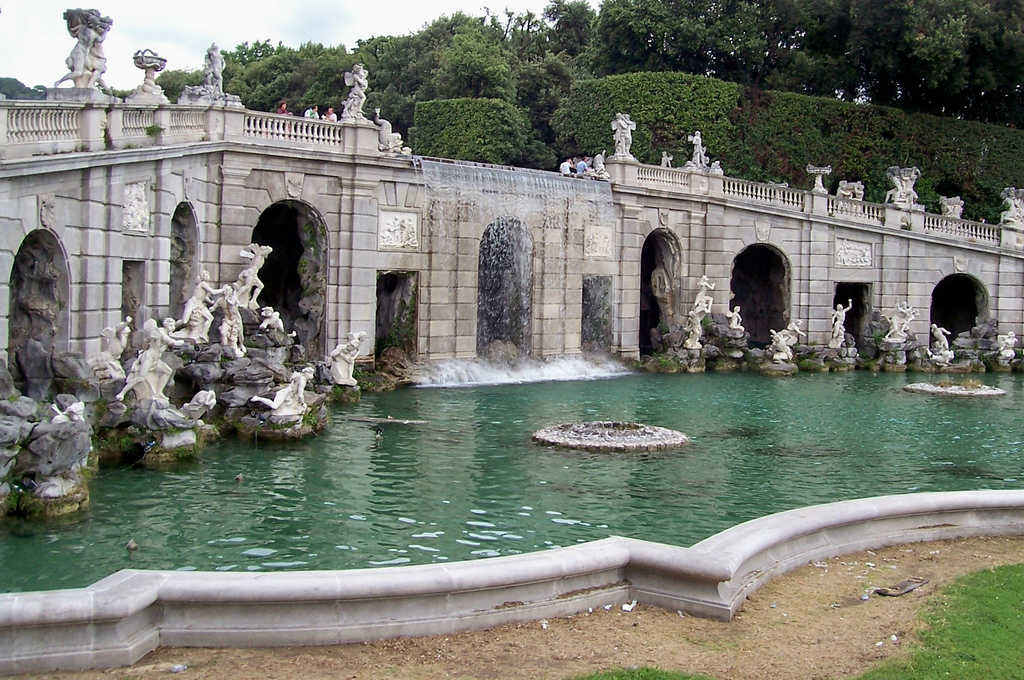
Äolusbrunnen
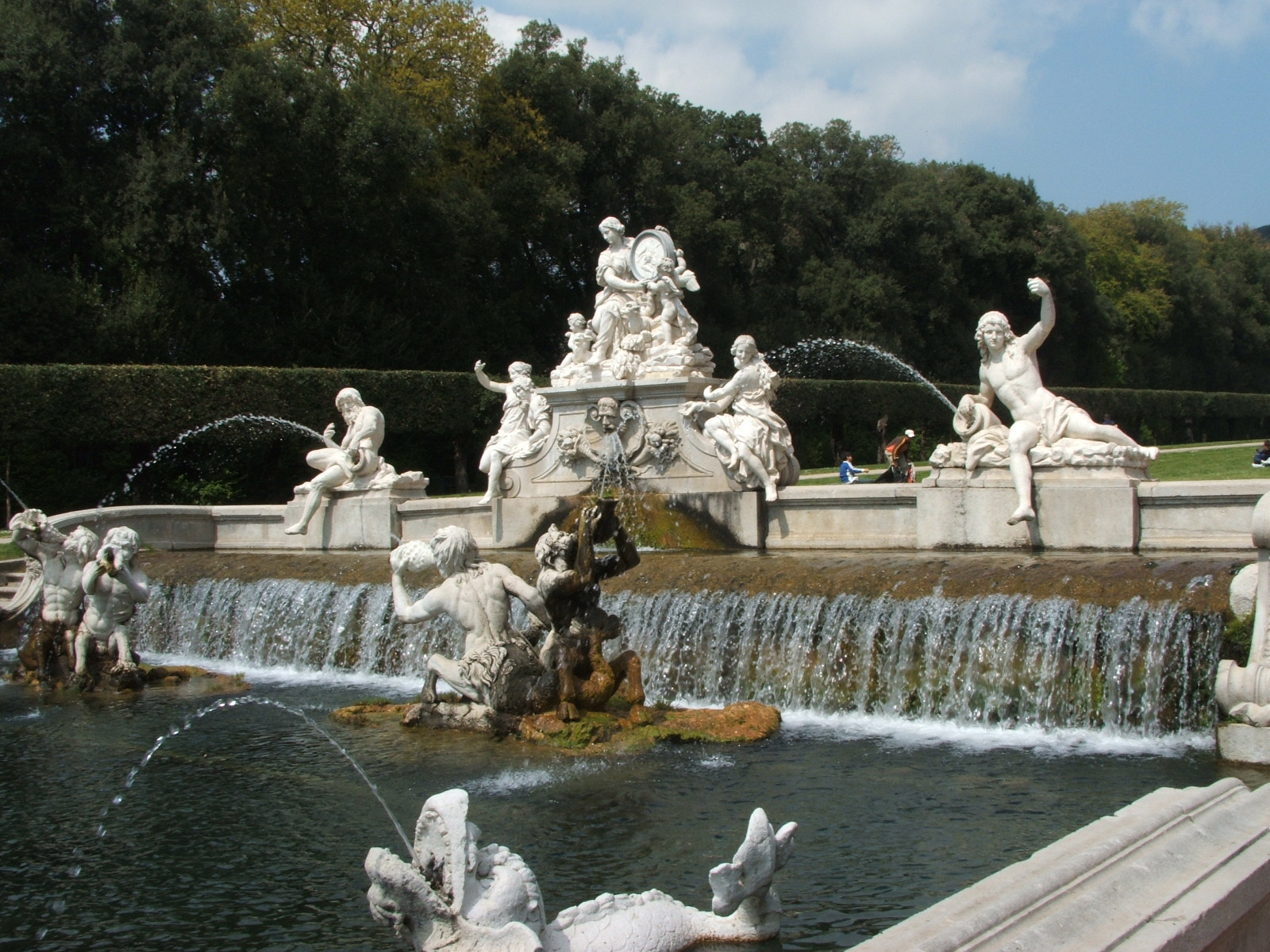
Ceresbrunnen
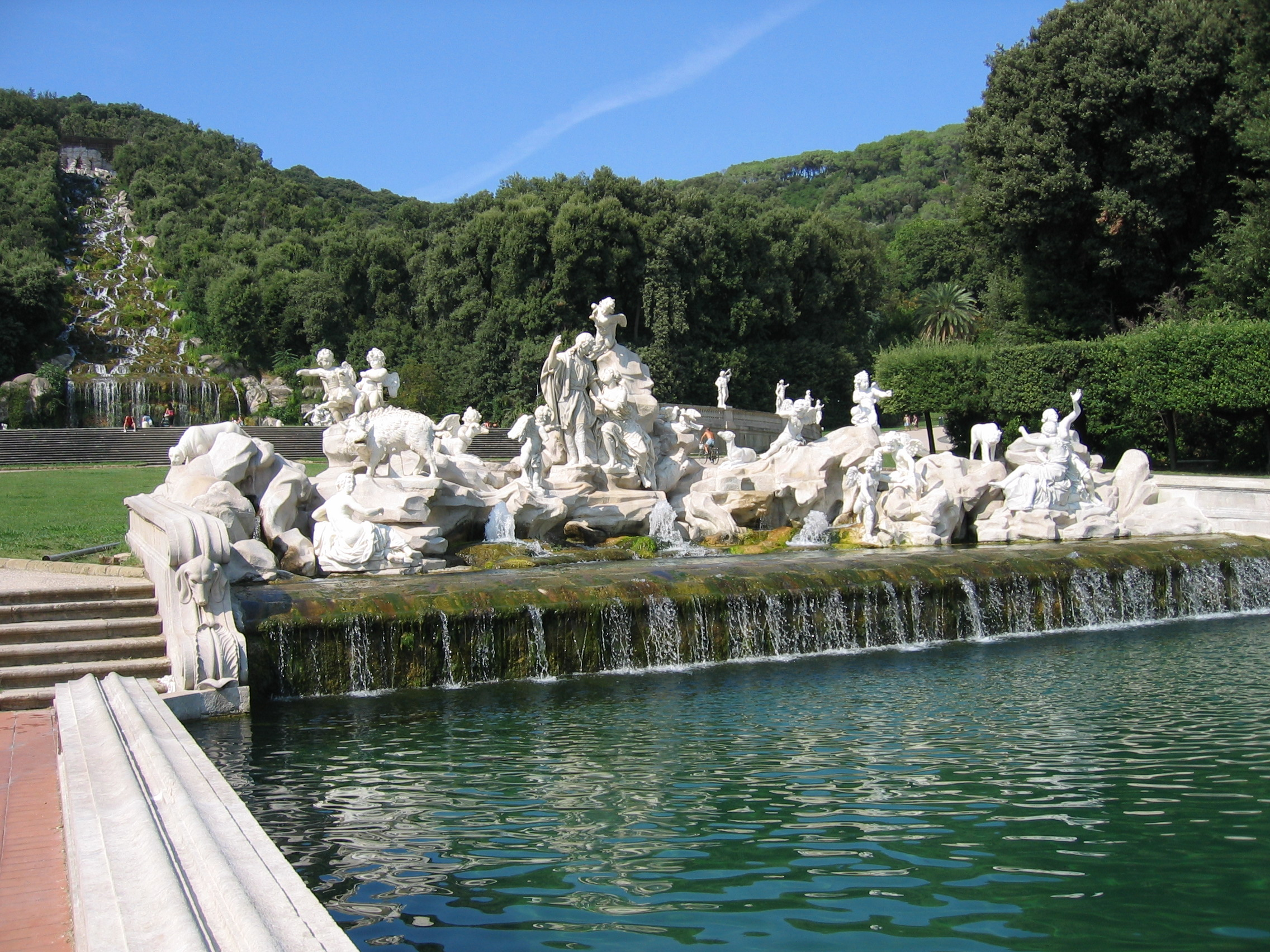
Venusbrunnen
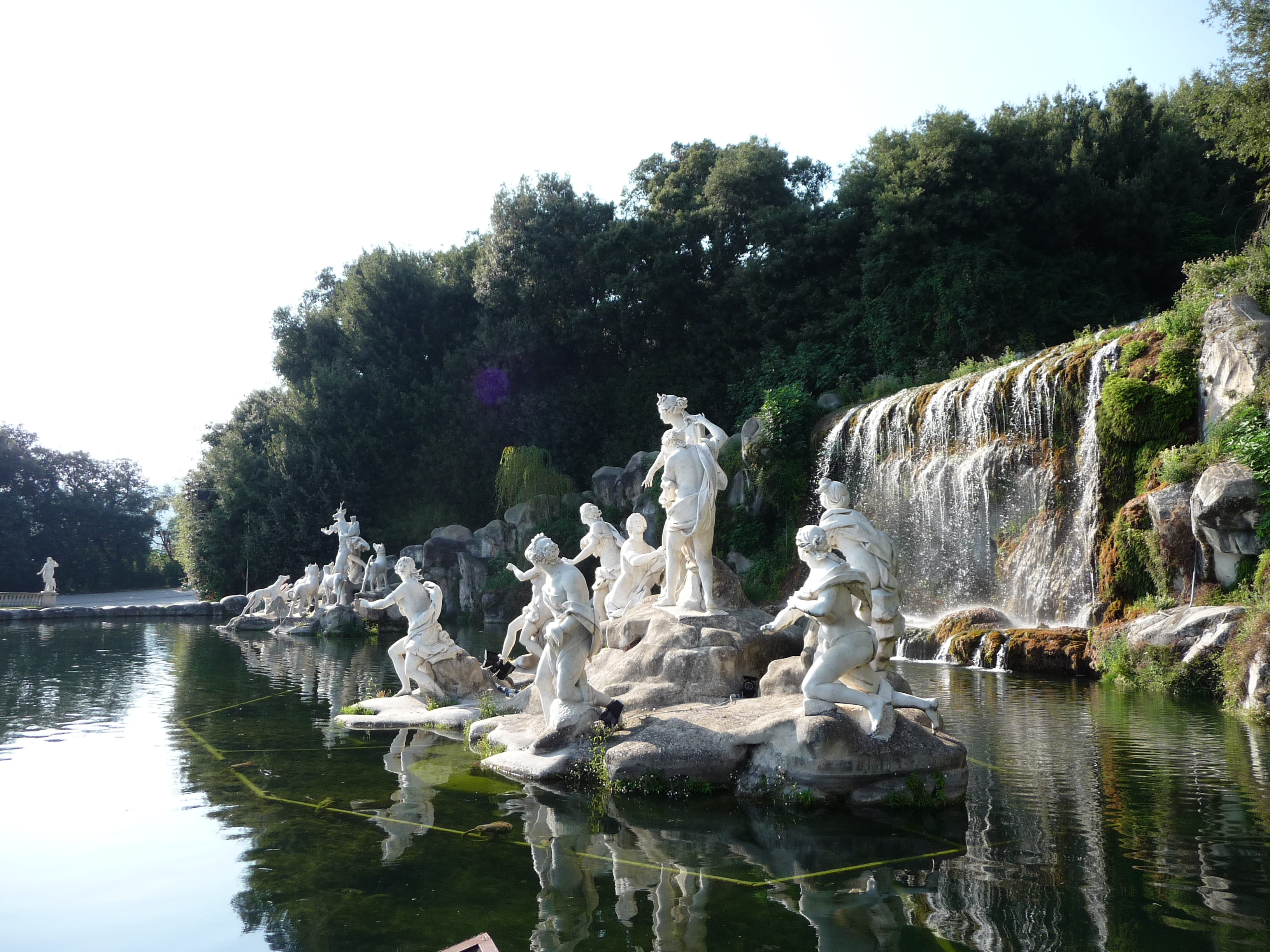
Diana-und-Aktäon-Brunnen
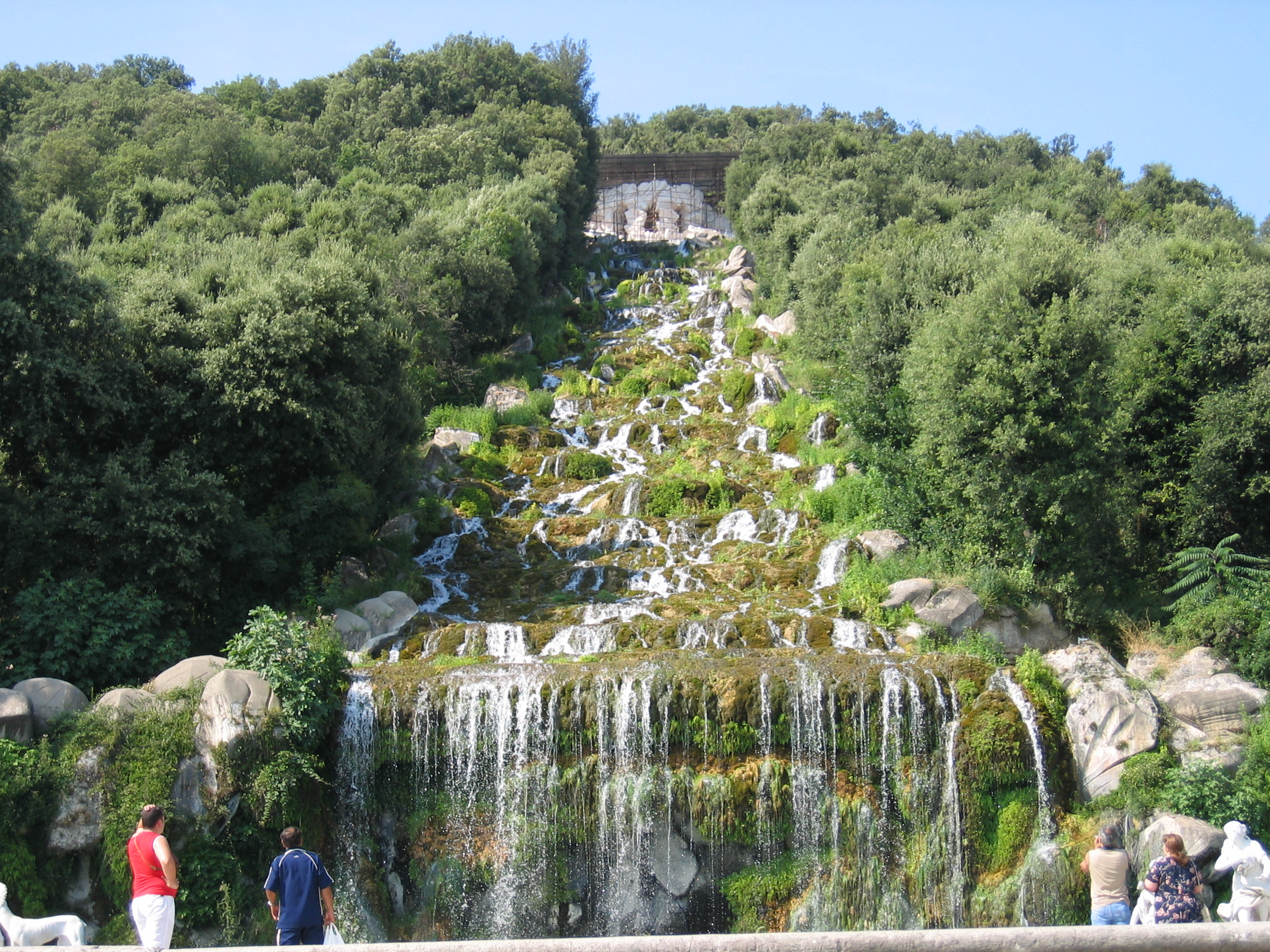
Kaskaden
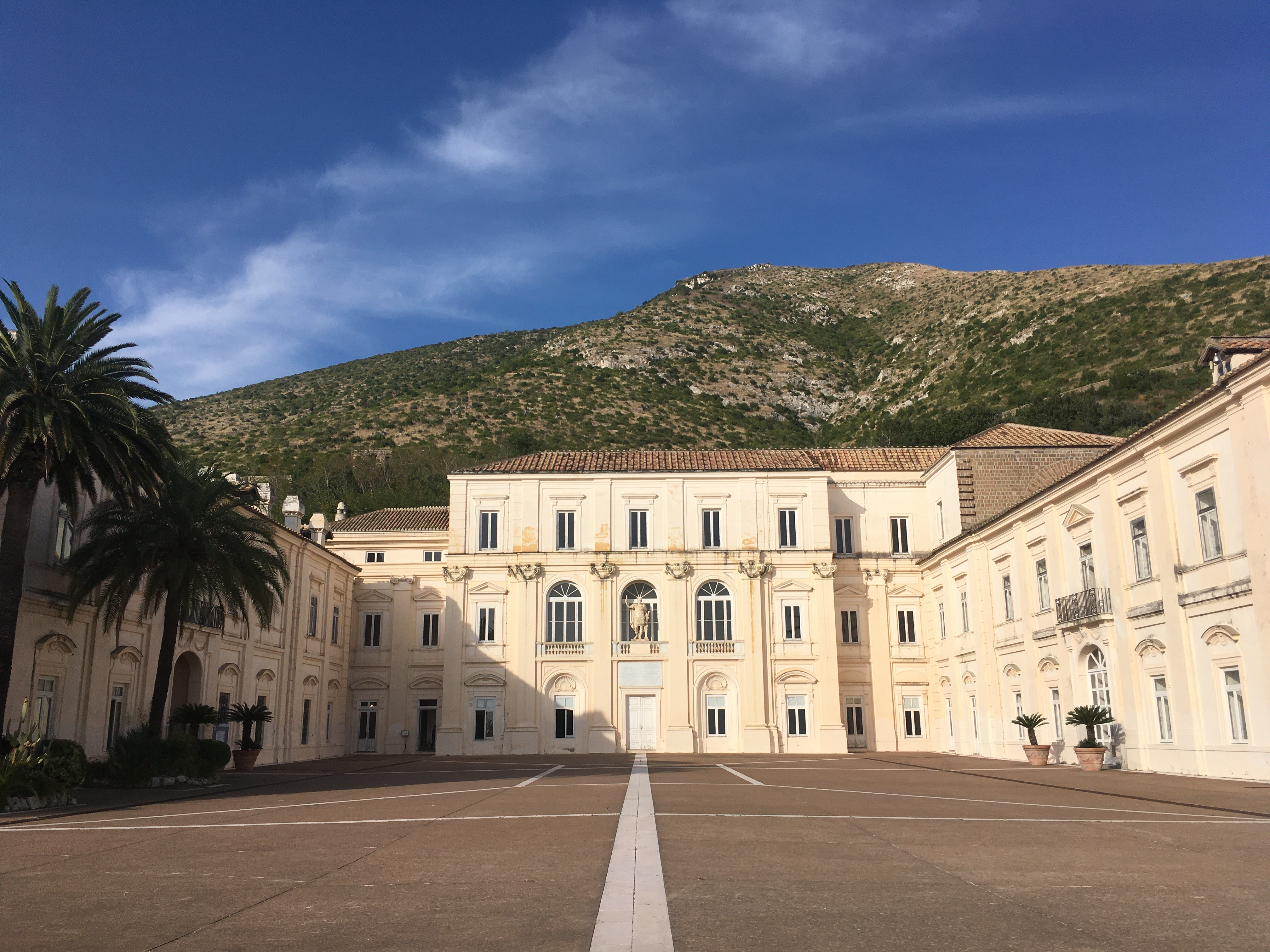
Belvedere di San Leucio, Lustschloss der Königsfamilie (von 1779)

Caserta konnte die für die vielen Brunnen und Bassins nötige Wassermenge jedoch nicht liefern. Um diese zu speisen, war eine 42 Kilometer lange Wasserleitung nötig, das sogenannte Karolinische Aquädukt (italienisch Acquedotto Carolino), das Wasser aus den Quellen der Umgegend sammelte und nach Caserta führte. Das auch Aquädukt von Vanvitelli genannte Bauwerk gehört ausdrücklich mit zum Welterbe der UNESCO.

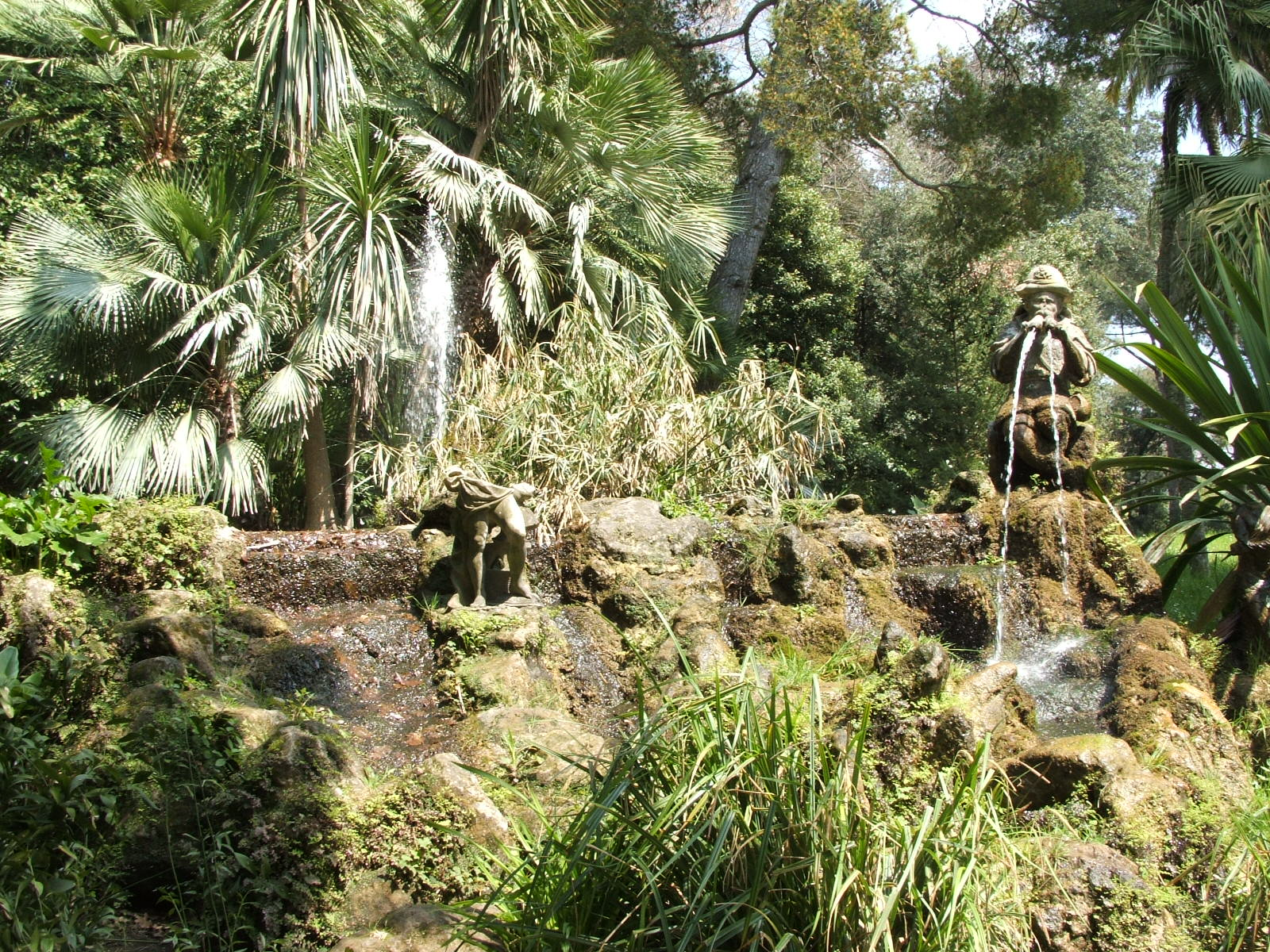
Der Brunnen des Hirtenknaben im Englischen Landschaftsgarten

Die Rasenflächen vor der südlichen Schlossfassade waren ursprünglich als Broderieparterres geplant und angelegt, ihre barocke Gestaltung ist heute jedoch nur noch in Rudimenten vorhanden.
Der nordöstliche Bereich des Parks wurde unter Königin Maria Karolina um einen Englischen Landschaftsgarten erweitert. 1782 nach Plänen Carlo Vanvitellis begonnen, finden sich dort künstliche Ruinen sowie ein Chalet und die Überreste eines römischen Tempels. Der Garten besitzt heute noch exotische und seltene Pflanzen wie zum Beispiel Kampferbäume oder Libanon-Zedern und war 1880 der erste Ort in Europa, an dem die aus Japan stammenden Kamelien angepflanzt wurden. Für die Gestaltung und Pflege der wertvollen und seltenen Pflanzen wurde damals eigens der deutsch-englische Gärtner John Andrew Graefer engagiert.

## Heutige Nutzung
Schloss Caserta untersteht dem italienischen Kulturministerium. Als Sehenswürdigkeit von nationalem Interesse wird das Schloss vom Ministerium als „Einrichtung mit besonderer Autonomie“ geführt. In einem Teil des Gebäudekomplexes unterhält die nationale Verwaltungshochschule Scuola Nazionale dell’Amministrazione (SNA) eine Außenstelle. Im südwestlichen Teil des Parkes befindet sich eine Fachschule der italienischen Luftwaffe.
Das Schloss war Kulisse für diverse Filmproduktionen. In den Innenräumen des Schlosses wurden zum Beispiel Teile des Films Star Wars: Episode I – Die dunkle Bedrohung gedreht, und 2008 fand hier ein Teil der Dreharbeiten zum Film Illuminati statt. Mehrere Szenen des Films Konklave (2024) von Edward Berger wurden hier gedreht. Die Serie The Great mit Elle Fanning in der Hauptrolle, nutzt ebenfalls unter anderem das Treppenhaus.